# Kapuzinerkirche (Mannheim)

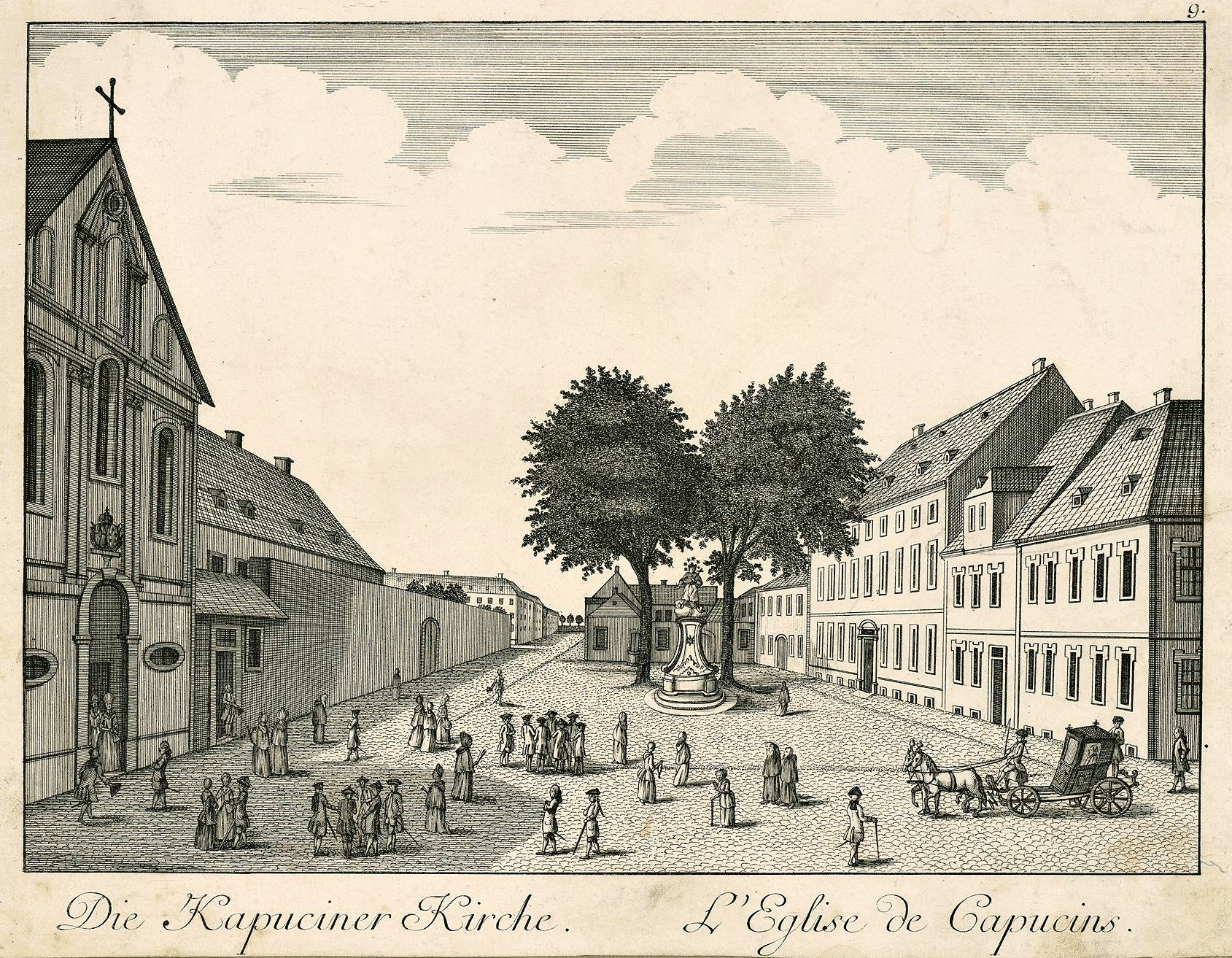
Fassade der Kapuzinerkirche und heutiger Kapuzinerplatz um 1780

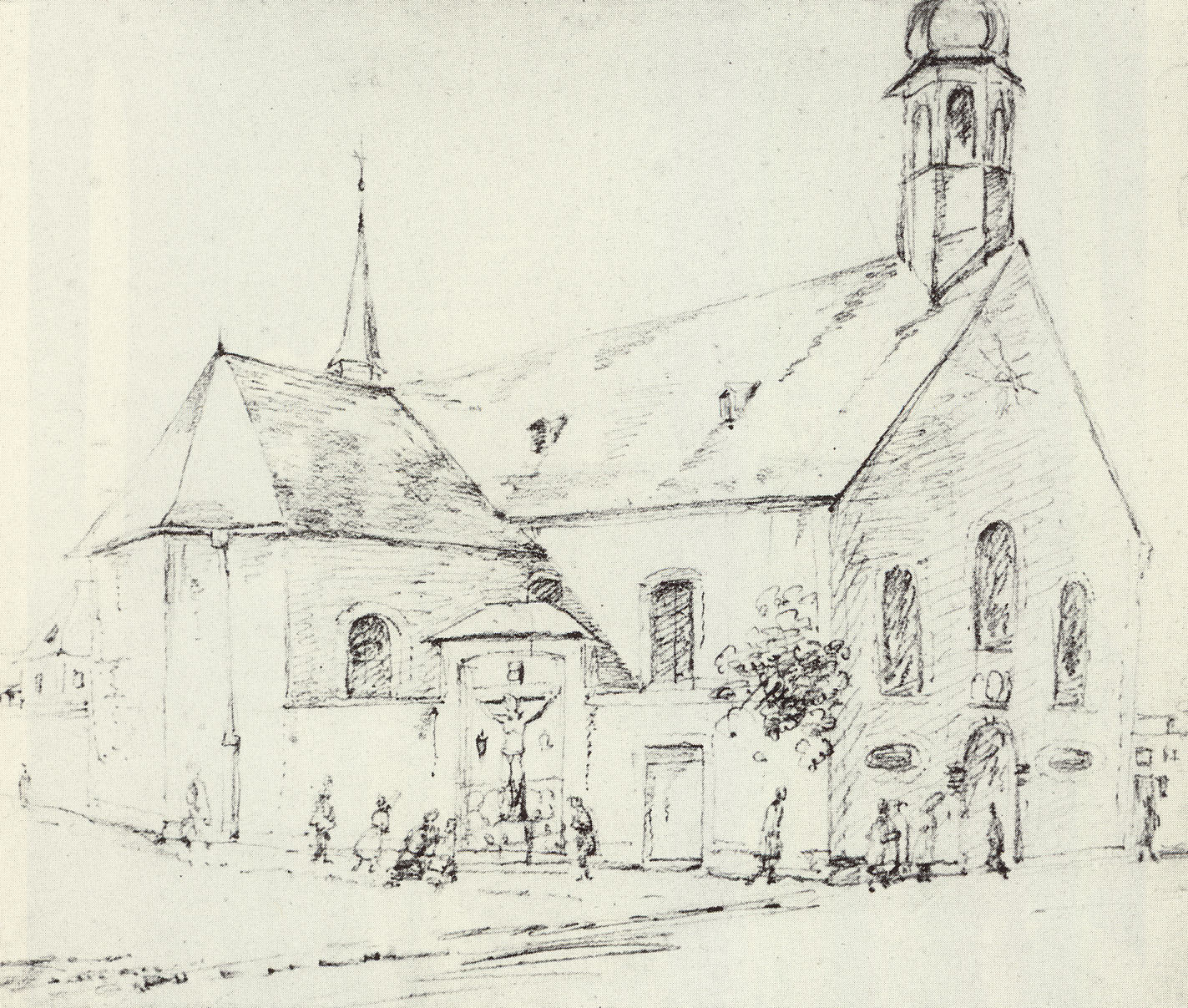
Die Kapuzinerkirche, mit rechtwinklig angebauter Loretokapelle, kurz vor dem Abriss

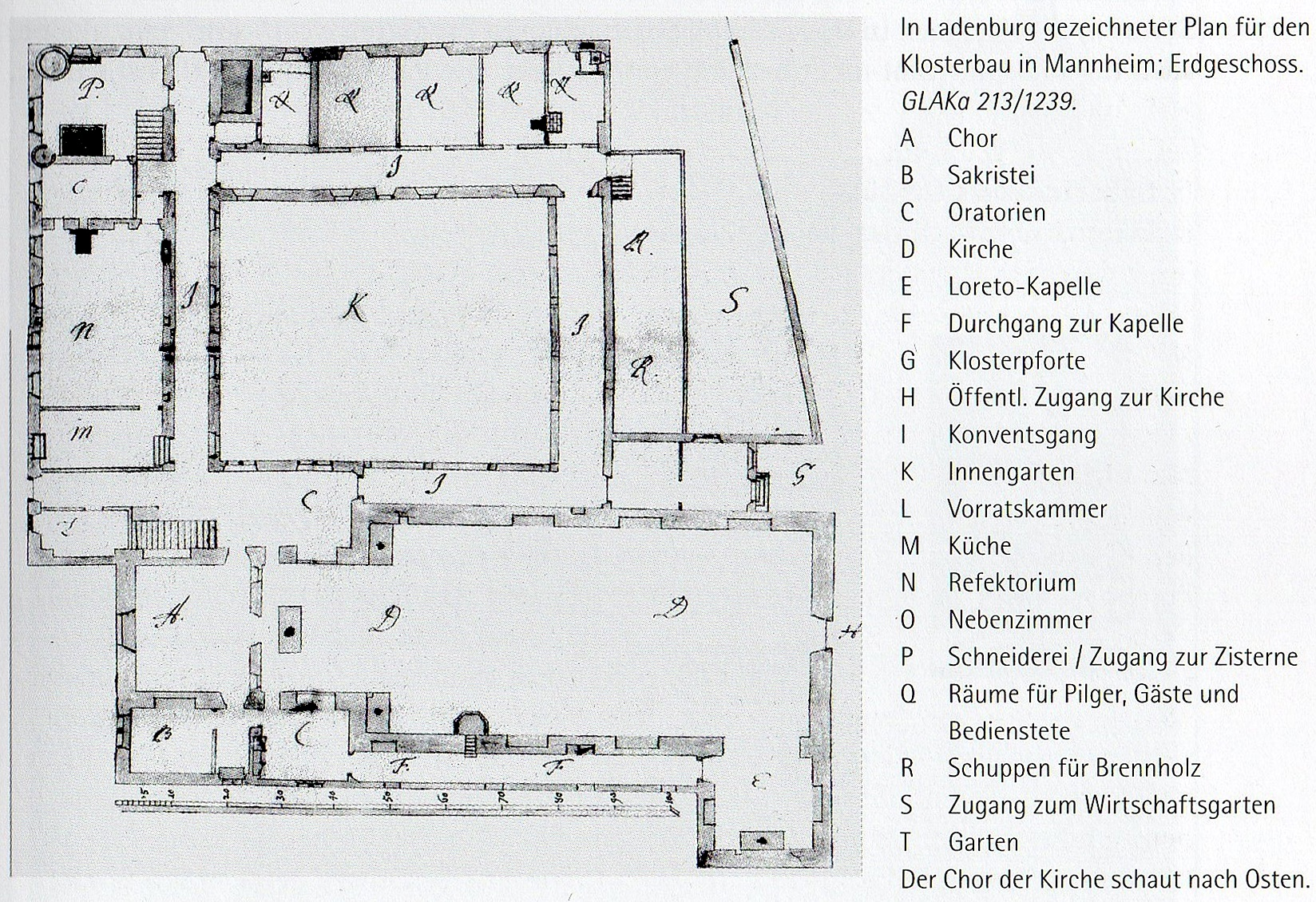
Plan des Kapuzinerklosters Mannheim

Die Kapuzinerkirche war das katholische Gotteshaus des Kapuzinerklosters in der Mannheimer Innenstadt angrenzend an den Kapuzinerplatz (N 4) im Bereich der heutigen Quadrate N 5 und N 6. Es reichte bis zu den heutigen Kapuzinerplanken und wurde mit seinem zugehörigen Klosterkomplex Anfang des 19. Jahrhunderts abgerissen.

## Geschichte
Direkt nach der kurpfälzischen Regierungsübernahme durch die katholischen Wittelsbacher aus dem Familienzweig Pfalz-Neuburg räumte der neue Kurfürst Philipp Wilhelm den Kapuzinern 1685 ein ständiges Bleiberecht in Mannheim ein. Man wies ihnen die Seelsorge der wenigen Katholiken in der Stadt zu. Pater Gerardus von Wallerfangen erhielt zu diesem Zweck durch den Regenten den vorderen Chor der alten Konkordienkirche (zerstört 1689) als Gottesdienstraum. Der Pater hatte sich bereits im Pestjahr 1666 in der Stadt aufgehalten, zahlreiche Kranke betreut, sich selbst zweimal infiziert, jedoch die Krankheit überstanden. Diese erste Phase der Mannheimer Kapuziner fand durch die Stadtzerstörung von 1689 im Pfälzischen Erbfolgekrieg ein jähes Ende. Die Kapuziner zogen sich in das Mutterkloster Ladenburg zurück, betreuten aber von dort aus weiterhin auch Mannheim.
Der Stadtzerstörung von 1689 fiel auch das Militärhospital Mannheims, in N 5, zum Opfer. Nach dem Frieden von Rijswijk bekamen die Kapuziner 1698 von Kurfürst Johann Wilhelm dieses Areal zum Bau eines Klosters mit Kirche. 1701 legte er mit seiner Gattin Anna Maria persönlich den Grundstein dazu und ihr Allianzwappen zierte später die Fassade der Kirche. Der Wappenstein ist erhalten, ein gleichartiger befindet sich am Südportal des Chores der Heidelberger Heiliggeistkirche. Das Mannheimer Kloster lag in der Ecke, die heute durch Kapuzinerplatz und Kapuzinerplanken begrenzt wird. Beide Namen erinnern noch an das ehemalige Gotteshaus bzw. das Kloster. 1703 konnten die Konventsgebäude bezogen werden, 1706 erfolgte die Kirchweihe auf den Pestpatron St. Rochus und auf die Mitpatrone Franz von Assisi und Antonius von Padua.
Kurfürst Karl III. Philipp verlegte 1720 seine Residenz von Heidelberg nach Mannheim. Dementsprechend folgten auch der Hof und die Administration; das Militärkontingent der Stadt wurde vergrößert. Die Soldaten benutzten die Kapuzinerkirche als Gotteshaus, bis 1739 die Garnisonskirche fertiggestellt war, welche die Kapuziner ebenfalls betreuten. Ab 1780, nach deren Abriss, wurde die Kapuzinerkirche erneut als Kirche der Mannheimer Garnison mitbenutzt.
1743 ließ Kurfürst Karl Theodor in der linksrheinischen, damals noch zu Mannheim gehörenden Rheinschanze (dem heutigen Ludwigshafen) eine Kapelle errichten und übertrug den Mannheimer Kapuzinern dort die reguläre Seelsorge. Zwischen 1748 und 1777 begab sich der Kurfürst mit Hofstaat jedes Jahr am Fest des Hl. Stephanus (26. Dezember) zum Gottesdienst in die Kapuzinerkirche Mannheim. 1748 stiftete der Regent auch das Waisen-, Armen- und Zuchthaus in Q 6, dessen Seelsorge man gleichfalls den Kapuzinern zuwies.
1795 wurde das Kloster im 1. Koalitionskrieg schwer beschädigt, die Kirche gemäß zwei erhaltenen Zeichnungen (davor und danach) offenbar auch etwas umgebaut. Ab 1799 erfolgten starke Einschränkungen des Ordenslebens aufgrund der Gesetze des bayerischen Ministers Maximilian von Montgelas. 1802 fiel Mannheim an das Großherzogtum Baden, wo ebenfalls eine den Kapuzinern feindlich gesinnte Einstellung vorherrschte. Man schlug sofort die Auflösung des Klosters vor, was lediglich unterblieb, da die dann fällige Pension für die Ordensleute und die Stiftung einer zweiten katholischen Pfarrei in Mannheim erheblich teurer gewesen wären. Neue Konventuale durften nicht mehr aufgenommen werden. 1816 übten die Kapuziner neben der Tätigkeit in ihrer eigenen Kirche nur noch die Mannheimer Zuchthausseelsorge aus. 1828 lebte lediglich noch ein Pater im Kloster, der letzte Guardian und langjährige Feldpater Carl Anton Wagner. Er verließ 1838 unter staatlichem Druck das Mannheimer Kapuzinerkloster, dessen Kirche man sogleich profanierte und 1839 abriss. Bereits 1836 war eine Straße durch den ehemaligen Klostergarten (zwischen N 4 und N 5) angelegt worden.
Pfarrer Gabriel Hagspiel aus Grünstadt, Freund und Vertrauter des Prinzenerziehers im bayerischen Königshaus Joseph Anton Sambuga, hielt am 1. Oktober 1815, in der Kapuzinerkirche Mannheim eine Festpredigt zu Ehren des Hl. Franziskus. Von dem Mannheimer Priester Karl Klein ist eine zu Mainz im Druck erschienene Predigt erhalten, die er 1822 in der Kapuzinerkirche hielt.

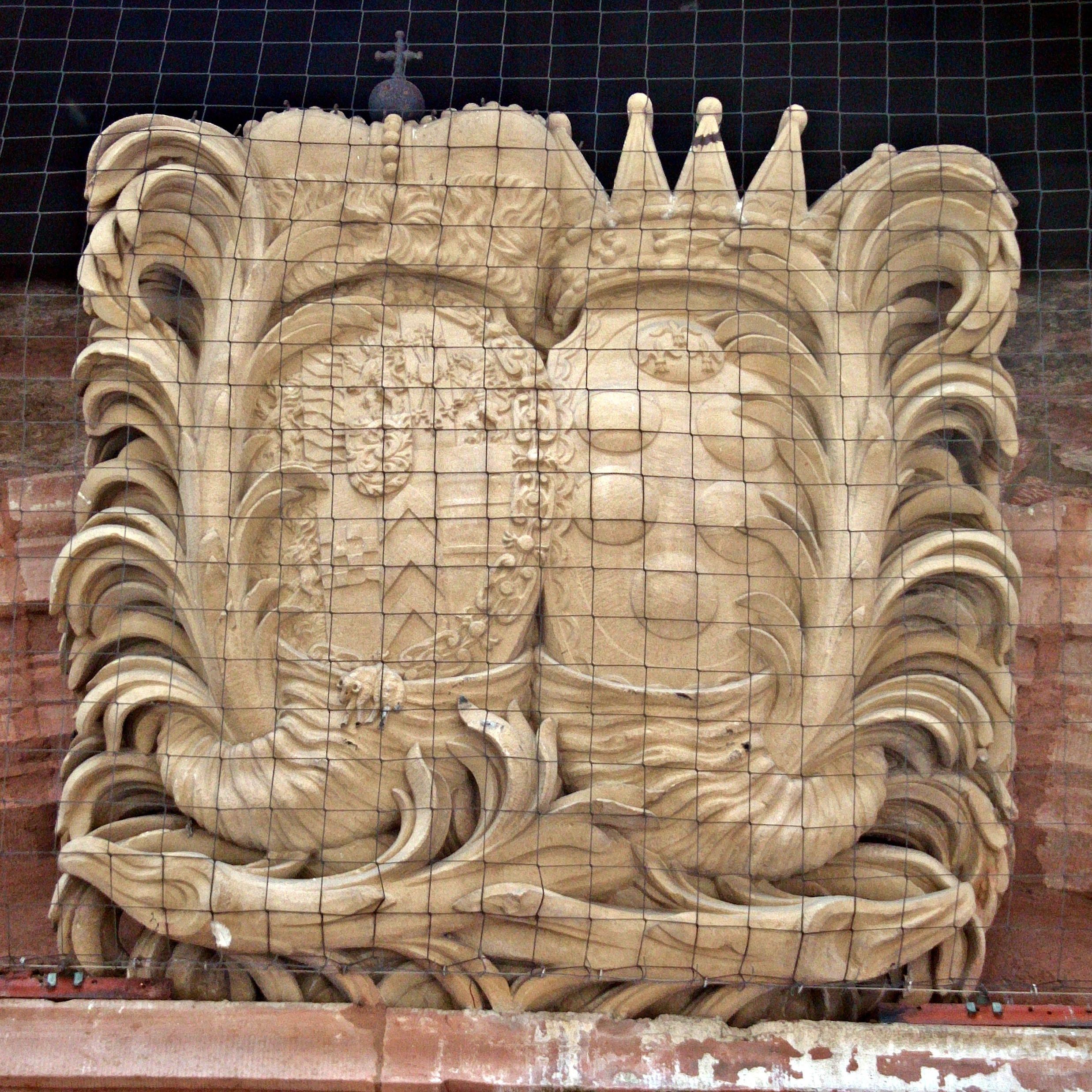
Heiliggeistkirche Heidelberg, Allianzwappen von Kurfürst Johann Wilhelm und Gemahlin Anna Maria de Medici. Ein gleichartiger Stein befand sich über dem Portal der Mannheimer Kapuzinerkirche

## Baubestand
An die gemäß franziskanischer Tradition schlicht gestaltete Kirche mit westlichem Dachreiter und Hauptchor in Richtung Südosten war im Frontbereich nördlich, in Richtung der heutigen Kapuzinerplanken, im rechten Winkel eine Loretokapelle angebaut. Die jetzige Kunststraße verläuft durch die Längsachse der Kirche, die nördlich bis auf die Kapuzinerplanken reichte. Damals machte die Straße einen Bogen um das Gotteshaus. Die Fassade der Kirche schaute zum heutigen Kapuzinerplatz. Davor stand die von Paul Egell geschaffene, heute als Kopie vorhandene Statue des Hl. Johannes Nepomuk, dem Patron des Beichtgeheimnisses; die Spendung dieses Sakraments gehörte zu den Schwerpunkten der kapuzinischen Seelsorgetätigkeit.
Der Klosterkomplex mit einem großen Innengarten schloss sich südlich an die Kirche an. Letzterer hat sich, als sogenannter „Scipiogarten“, bis heute als Grünanlage erhalten. Die Kirche besaß eine Gruft, in der u. a. der kurpfälzische General Franz Fortunat von Isselbach (1663–1734) ruhte. Sein Epitaph befand sich in der Kirche, die Inschrift wird im „Thesaurus Palatinus“ des Johann Franz Capellini von Wickenburg überliefert.
Der Hochaltar kam beim Abriss der Kapuzinerkirche in die katholische Pfarrkirche St. Afra zu Neckargerach, wo er heute im modernen Erweiterungsbau aufgestellt ist; zwei Seitenaltäre stehen in der Pfarrkirche St. Leo, Rödersheim. Der Hochaltar, entworfen von Lorenzo Quaglio um 1760, trägt Statuen des Hl. Rochus und des Hl. Sebastian, geschaffen von Johann Matthäus van den Branden, sowie ein Altarblatt mit der Darstellung des Hl. Franz von Assisi, gemalt von Francesco Bernardini. Die Kanzel der Kapuzinerkirche befindet sich derzeit in der früheren Pfarrkirche St. Oswald, Boßweiler.

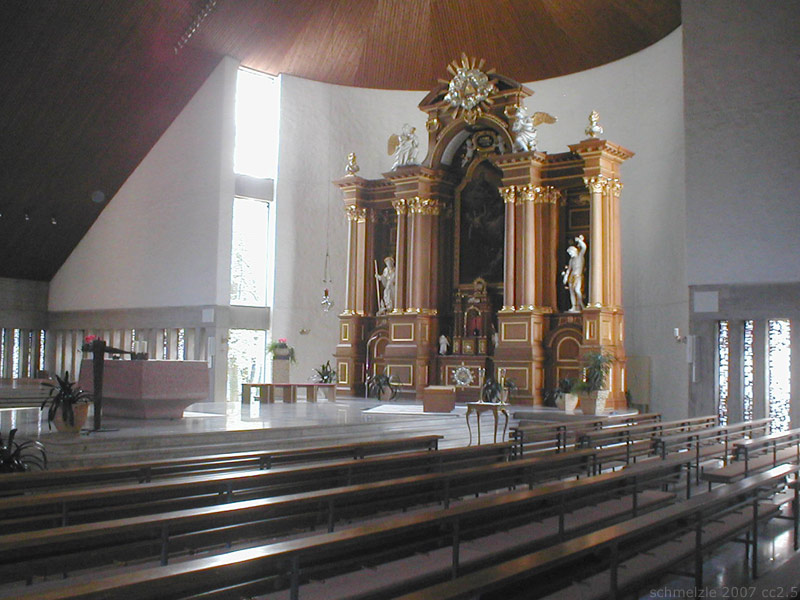
Der Hochaltar, jetzt in St. Afra, Neckargerach
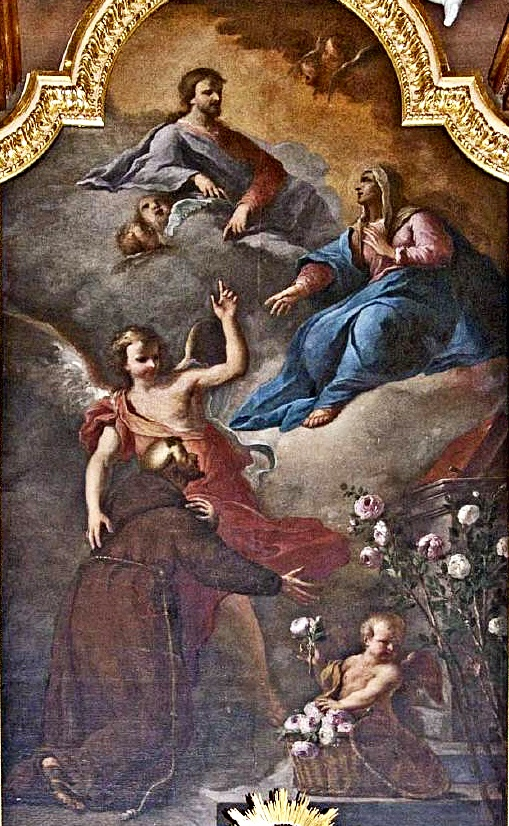
Hochaltarblatt (Hl. Franziskus), jetzt in St. Afra, Neckargerach
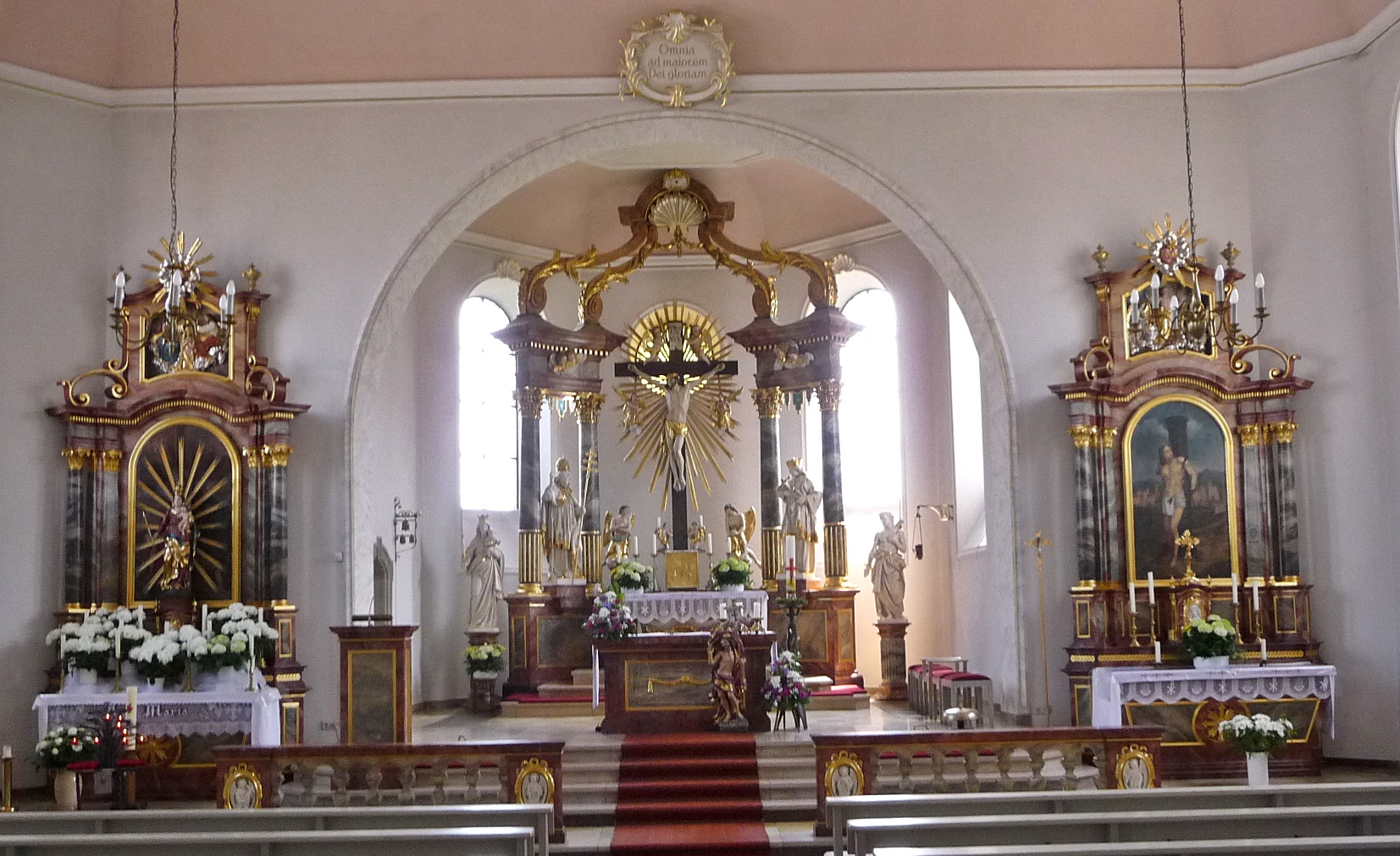
Rödersheim, St. Leo; beide Seitenaltäre aus der Mannheimer Kapuzinerkirche